# Abella de Carniola
L'abella de Carniola (Apis mellifera carnica) és una subespècie d'himenòpter apòcrit de la família dels àpids (Apidae). És nativa d'Eslovènia i altres regions de l'antiga Iugoslàvia, de parts d'Hongria, Romania, i Bulgària. El seu nom prové de la regió de Carniola, actualment eslovena.
Actualment aquesta subespècie és la segona més popular entre els apicultors (després de l'abella italiana). A més de defensar-se bé contra les plagues és molt dòcil. La seva població s'adapta molt bé a la disponibilitat de nèctar.

## Característiques
L'abella de Carniola té la mateixa mida que l'abella italiana però se'n distingeix pel seu color més fosc i les seves bandes marronoses clares. Es coneix també com l'abella grisa.

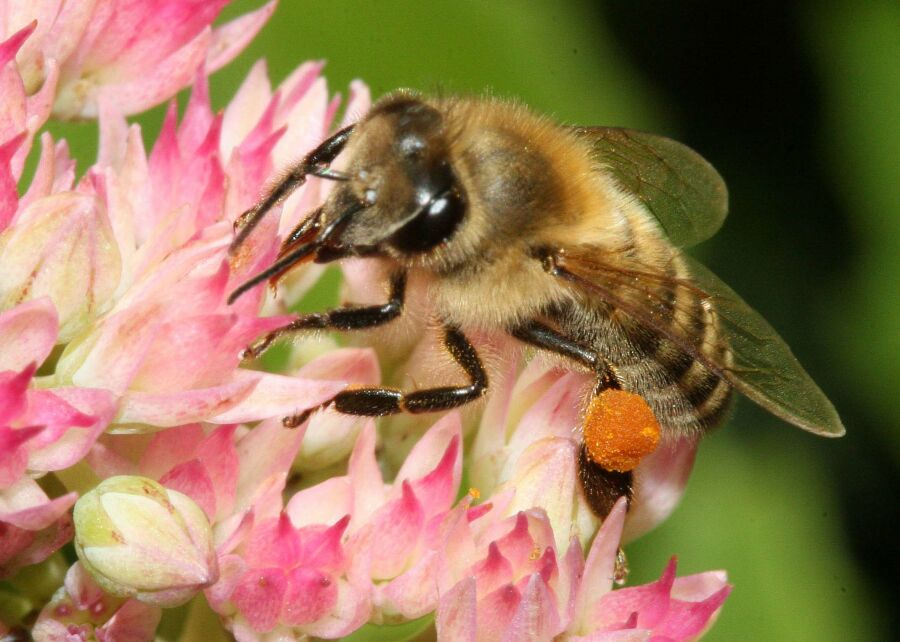
Abella carniolana sobre Hylotelephium 'Herbstfreude' amb la corbícula

La seva llengua és molt llarga (6,5 a 6 mm) i està molt adaptada al trèvol, el seu pèl és molt curt.